# Aegiochus insomnis
Aegiochus insomnis är en kräftdjursart som beskrevs av Bruce 2009. Aegiochus insomnis ingår i släktet Aegiochus och familjen Aegidae. Inga underarter finns listade i Catalogue of Life.